# Meritxell Buil i Fortea
Meritxell Buil Fortea (Girona, 2 de juliol de 1972) és una jugadora de basquetbol catalana, ja retirada. Formada al GEiEG, en categoria juvenil va aconseguir el campionat d'Espanya el 1990, Aquella mateixa temporada aconseguí l'ascens a la primera divisió espanyola amb l'equip gironí. Després de la seva retirada l'any 2000, va dirigir equips de categories inferiors del GEiEG i de l'Spar Citylift Girona.